# Mali Radojica
Mali Radojica je srpska epska pesma, koja govori o junaštvu istoimenog hajduka: preživljavanje mučenja i uspešan beg iz tamnice uz pomoć zaljubljene Turkinje. Kada je nadmudrio Turke i pobegao spasio je i svoje saborce da bi se posle osvetio onima koji su ga mučili. 
Hrabri junak Radojica, doveden u tamnicu turskog zatvora smislio je plan kako da pobegne i iz zatvora spase sebe i svoje zemljake. Odlučio je da prevari Turke tako što će se napraviti mrtav, ali se žena turskog vladara nije dala lako prevariti, pa ga je, da bi se uverila da je zaista mrtav, stavila na velike muke i pred velika iskušenja koja je on prebrodio i uspeo u svojoj prevari.
Pesma spada u hajdučki i uskočki ciklus epskih pesama. Na početku pesme ističe se čuvena slovenska antiteza: „Bože mili čuda golemoga! jali grmi jal se zemlja trese? jal udara more o mramorje?"